# O Alienista
O Alienista é uma obra literária humorística do escritor brasileiro Machado de Assis. Muitos consideram-no um conto, mas a maioria dos críticos e especialistas consideram-no uma novela por causa da sua estrutura narrativa.
Publicado em 1882, quando aparece incorporado ao volume de contos Papéis Avulsos, havia sido publicado previamente em A Estação (Rio de Janeiro), de 15 de outubro de 1881 a 15 de março de 1882.

## Sinopse
O livro conta a história  do Dr. Bacamarte, um alienista (a designação de psiquiatra na época), que cria a Casa Verde, um local para realizar estudos inéditos sobre a mente humana, mas acaba perdendo-se na sua própria loucura.

## Enredo
Depois de  conquistar respeito em sua carreira de médico na Europa e no Brasil, o Dr. Simão Bacamarte retorna à sua terra natal, a vila de Itaguaí, para dedicar-se ainda mais à sua profissão. Após um tempo na vila, casa-se com a já viúva D. Evarista, então por volta dos vinte e cinco anos e que não é nem bonita nem simpática. O médico escolhe-a por julgá-la capaz de gerar bons filhos, mas ela acaba não tendo nenhum.
Certo dia, o Dr. Bacamarte resolve dedicar-se aos estudos da psiquiatria e constrói, em Itaguaí, um manicômio chamado Casa Verde, para abrigar todos os loucos da cidade e região. Em pouco tempo o local fica cheio e ele vai ficando cada vez mais obcecado pelo trabalho. No começo os internos eram realmente casos de loucura e a internação aceita pela sociedade, mas em certo momento Dr. Bacamarte passou a enxergar loucura em todos e a internar pessoas que causavam espanto. A primeira delas foi o Costa, homem que perdeu toda sua herança emprestando dinheiro aos outros, mas não consegue cobrar de seus devedores. A partir daí diversas outras personagens serão internadas pelo alienista.
Enquanto essas internações vão se sucedendo e deixando a população de Itaguaí alarmada, D. Evarista encontra-se em uma viagem pelo Rio de Janeiro. Ela havia ficado muito deprimida pela pouca atenção que o marido lhe dava, quase voltando a sentir-se uma viúva novamente, e ganhara do Dr. Bacamarte uma viagem para conhecer o Rio. Todos na cidade viam na volta de D. Evarista a solução para as inesperadas internações feitas pelo alienista. Porém, mesmo após o retorno dela à vila, Dr. Bacamarte continuou agindo da mesma forma.
Com o tempo, o clima torna-se cada vez mais tenso na cidade e o barbeiro Porfírio, que há muito almejava ingressar na carreira política, resolve armar um protesto. Porém, quando se descobre que o alienista pediu para não receber mais dinheiro pelos internos, generaliza-se a crença de que as inúmeras reclusões não seriam movidas por interesses econômicos mesquinhos e o movimento se enfraquece. Porfírio, no entanto, movido por sua ambição de chegar ao poder, consegue armar a Revolta dos Canjicas (o barbeiro era conhecido por "Canjica"). A população dirige-se para a casa do Dr. Bacamarte para protestar, mas é recebida por ele com muita tranquilidade. Por um momento, a fúria do povo parece ter sido controlada, mas a população revolta-se novamente quando o alienista lhe dá as costas e volta a seus estudos.
É quando a força armada da cidade chega para tentar controlar a população. Porém, para a surpresa de todos, a polícia junta-se aos revoltosos, e Porfírio se vê em uma posição de poder, como líder de uma revolução. Resolve, então, dirigir-se até a Câmara dos Vereadores para destituí-la. Agora com plenos poderes, Porfírio chama o Dr. Bacamarte para uma reunião mas, em vez de despedi-lo, junta-se a ele e assim as internações continuam na cidade.
Dias depois, 50 apoiadores da Revolução dos Canjicas são internados. Outro barbeiro, o João Pina, levanta-se contra e arma uma confusão tão grande que Porfírio é deposto. Mas a história repete-se e o novo governo também não derruba a Casa Verde. Pelo contrário, fortalece-a. As internações continuam de forma acelerada e até D. Evarista é internada após passar uma noite sem dormir por não conseguir decidir que roupa usaria numa festa.
Por fim, 75% da população da cidade encontra-se internada na Casa Verde. O alienista, percebendo que estava errado, resolve libertar todos os internos e refazer sua teoria: se a maioria apresentava desvios de personalidade e não seguia um padrão, então louco era quem mantinha regularidade nas ações e possuía firmeza de caráter. Com base em sua nova teoria, o Dr. Bacamarte recomeça a internar as pessoas da cidade e o primeiro deles é o vereador Galvão, o único contrário à lei proposta pelos vereadores de que eles não poderiam ser recolhidos à Casa Verde. Assim, as internações continuam. Outras pessoas, porém, são consideradas curadas ao apresentarem algum desvio de caráter.
Após algum tempo, ele dá alta a todos os presentes na Casa Verde, depois de tratar o equilíbrio mental. Com isso ele desenvolve uma nova teoria: como ninguém tinha uma personalidade perfeita, exceto ele próprio, o alienista conclui ser ele o único anormal e decide trancar-se sozinho na Casa Verde, vindo a falecer poucos meses depois.

## Personagens
Dr. Simão Bacamarte - É médico psiquiatra e o protagonista da história. A ciência era o seu universo, vivia estudando. Representa bem a caricatura do tiranismo da ciência no século XIX, podendo ser um precursor de personagens como Spock. Construiu a Casa Verde para materializar suas ideias, mas acabou tornando-se vítima delas, recolhendo-se à Casa Verde por considerar-se o único cérebro bem organizado de Itaguaí.
D. Evarista - Mulher de Simão Bacamarte, "não era tão bonita nem simpática", mas foi escolhida por Simão Bacamarte por ter características que a deixavam apta a dar filhos robustos e inteligentes a Simão, o que não aconteceu. Passou pela Casa Verde, depois de uma crise comum na sociedade moderna consumista.
Crispim Soares - O boticário, amigo de Simão, era admirador das pesquisas de Simão Bacamarte, chegando até a dar ideias a ele. Foi preso na Casa Verde por apoiar o barbeiro em um momento crítico. A mais, no intuito da curiosidade e nota, Crispim (Italiano Crispino) era o nome de um criado de comédia, de origem italiana, tornado um tipo chocarreiro, mas velhaco e pouco escrupuloso, como o tal personagem da novela que possivelmente o sábio autor tomou como referência.
Padre Lopes - Era homem de muitas virtudes, mas justamente por este motivo foi recolhido à Casa Verde. Mais tarde, foi posto em liberdade depois que traduziu obras do grego e do hebraico, mesmo não sabendo nenhuma dessas línguas.
Porfírio, o barbeiro - Ele lidera a rebelião contra a Casa Verde, conseguindo assim chegar ao poder na cidade, mas depois mostra que ele tinha apenas ambição pelo poder, pois nega-se a colaborar com uma segunda rebelião.

## Adaptações
- Azyllo Muito Louco (1970), filme de Nelson Pereira dos Santos, incluído na seleção brasileira do Festival de Cannes 1970.
- Vila do Arco (1975), telenovela da Rede Tupi.[15]
- Caso Especial: O Alienista (1993), episódio do seriado Caso Especial da Rede Globo, exibido durante a fase onde o programa adaptava obras literárias brasileiras.[16]
- O Mistério da Casa Verde, romance infanto-juvenil de Moacyr Scliar, grupo de jovens que encontram um casarão abandonado que seria a Casa Verde do conto.
- O Alienista (2008), de Fábio Moon e Gabriel Bá, graphic novel vencedor do prêmio Jabuti.
- O Alienista Caçador de Mutantes (2010), de Natália Klein, parte da série Clássicos Fantásticos da Editora Lua de Papel. Nessa versão, a Casa Verde aprisiona vítimas de mutação, causadas pela queda de um disco voador em Itaguaí.[17]
- A banda Detonautas Roque Clube fez em 2012 uma música baseada no conto, também intitulada "O Alienista".[18]
- O Teatro O Bando adaptou o conto no espetáculo Casa Verde (2014). Primeira encenação de Guilherme de Noronha.
- O Alienista - O Musical (2023), adaptação de Alexandre Amorim para o projeto acadêmico "UNIRIO Teatro Musicado", com Direção Geral de Rubens Lima Jr. A Prática foi ganhadora de 5 indicações no prêmio Musical.Rio, incluindo "Melhor Montagem Acadêmica".

## Traduções
Espanhol
- El alienista. Menoscuarto Ediciones, 2009. ISBN 978-84-96675-25-4.
- El alienista. Tr. Remy Gorga, filho, com a colaboração de Fernando Balseca. Ecuador: Colección Luna de bolsillo, 2011. ISBN 978-9942-908-06-3.
- El alienista y otros relatos. Tr. Santiago Kovadloff, prólogo de Rodolfo Mendoza Rosendo. México: Biblioteca del universitario No. 48, 2013. Universidad Veracruzana, ISBN 978-607-502-246-8.
- El alienista. Tr. Jorge García Bedia. Pamplona: Eneida Editorial, 2015. ISBN 978-849-249-112-4.
- El alienista. Tr. Pablo Alejos Flores. Lima, 2024. ISBN 978-612-00-9326-9.

Esperanto
- La alienisto. Tr. Paulo Sérgio Viana. Fonto, 1997.

Inglês
- The Psychiatrist, and Other Stories. Tr. William L. Grossman (novela e três contos), Helen Caldwell (8 contos). University of California, 1963.
- The Alienist and Other Stories of Nineteenth-century Brazil. Tr. John Charles Chasteen, Hackett, 2013.

## A Estação
Publicações na A Estação (1881-1882):
- «O Alienista (I)». A Estação. X (19): 231-232. 15 de outubro de 1881
- «O Alienista (II)». A Estação. X (20): 241-242. 31 de outubro de 1881
- «O Alienista (IV, V)». A Estação. X (21): 255, 265. 15 de novembro de 1881
- «O Alienista (V, continuação)». A Estação. X (23): 277-278. 15 de dezembro de 1881
- «O Alienista (VI, continuação)». A Estação. X (24): 289, 290. 31 de dezembro de 1881
- «O Alienista (VIII, continuação)». A Estação. XI (2): 13. 31 de janeiro de 1882
- «O Alienista (X., continuação)». A Estação. XI (3): 25. 15 de fevereiro de 1882
- «O Alienista (XIII, conclusão)». A Estação. IX (5): 49, 50. 15 de março de 1882